# 이탤릭체

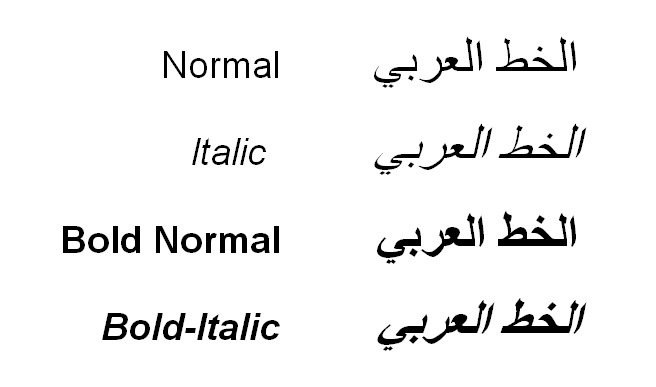
4 shapes of Adobe Arabic font (Normal, Italic, Bold, Bold-Italic)

이탤릭체(italic)는 타이포그래피에서 손글씨를 기반으로 흘려 쓰는 자형을 일컫는다. 알두스 마누티우스와 앨다인 프레스가 1501년에 처음 만들어냈으며, 필사술로부터 영향을 받아 오른쪽으로 조금 기운 것을 볼 수 있다. 종종 기울임 글꼴과 이탤릭체를 동일시하기도 하지만, 고전적인 영문 이탤릭체의 경우 기울임 이외의 차이를 보인다.
일반 로마체와 비교했을 때, 소문자 f, k 등이 일반 자형과 두드러진 차이를 보이는 것이 특징이다.

## 예
일반적인 로마체와 전통적인 이탤릭체의 문자의 예는 다음과 같다:

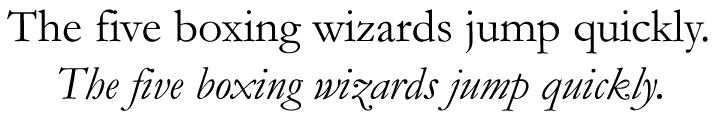
로마체와 이탤릭체의 팬그램.

단순 기울임(오블리크체)의 문자의 예는 다음과 같다:

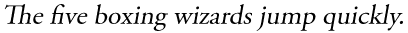
오블리크체.

## 참조
1. ↑  D.B. Updike, Printing Types: their history, form and use, Harvard University Press, 1927